# Cerco de Kut
O Cerco de Kut Al Amara (7 de dezembro de 1915 – 29 de abril de 1916), também conhecido como a Primeira Batalha de Kut, foi uma batalha travada na cidade de Kut, 160 km ao sul de Bagdá, travada entre tropas do Império Britânico e do Império Otomano como parte da Campanha da Mesopotâmia durante a Primeira Guerra Mundial.
O cerco começou em dezembro de 1915, quando o exército britânico (formado por soldados do Reino Unido e da Índia) se refugiou em Kut após um confronto inconclusivo em Ctesiphon, Iraque. Foram seguidos pelo exército otomano, que cercou a região e tentou forçar a submissão da guarnição inimiga ao tomar posse das rotas de suprimentos e submetendo a cidade a bombardeios de artilharia diários. Tropas aliadas tentaram romper o cerco, mas não foram bem sucedidas. Ao fim de abril de 1916, após cinco meses de cerco, passando fome e exauridas, as forças britânicas se renderam aos otomanos. Esta é considerada uma das maiores capitulações da história das forças armadas do Reino Unido. Contudo, seu valor estratégico acabou não sendo muito grande e não alterou o curso da Campanha da Mesopotâmia, que terminou como um fracasso para os turco-otomanos.

## Consequências

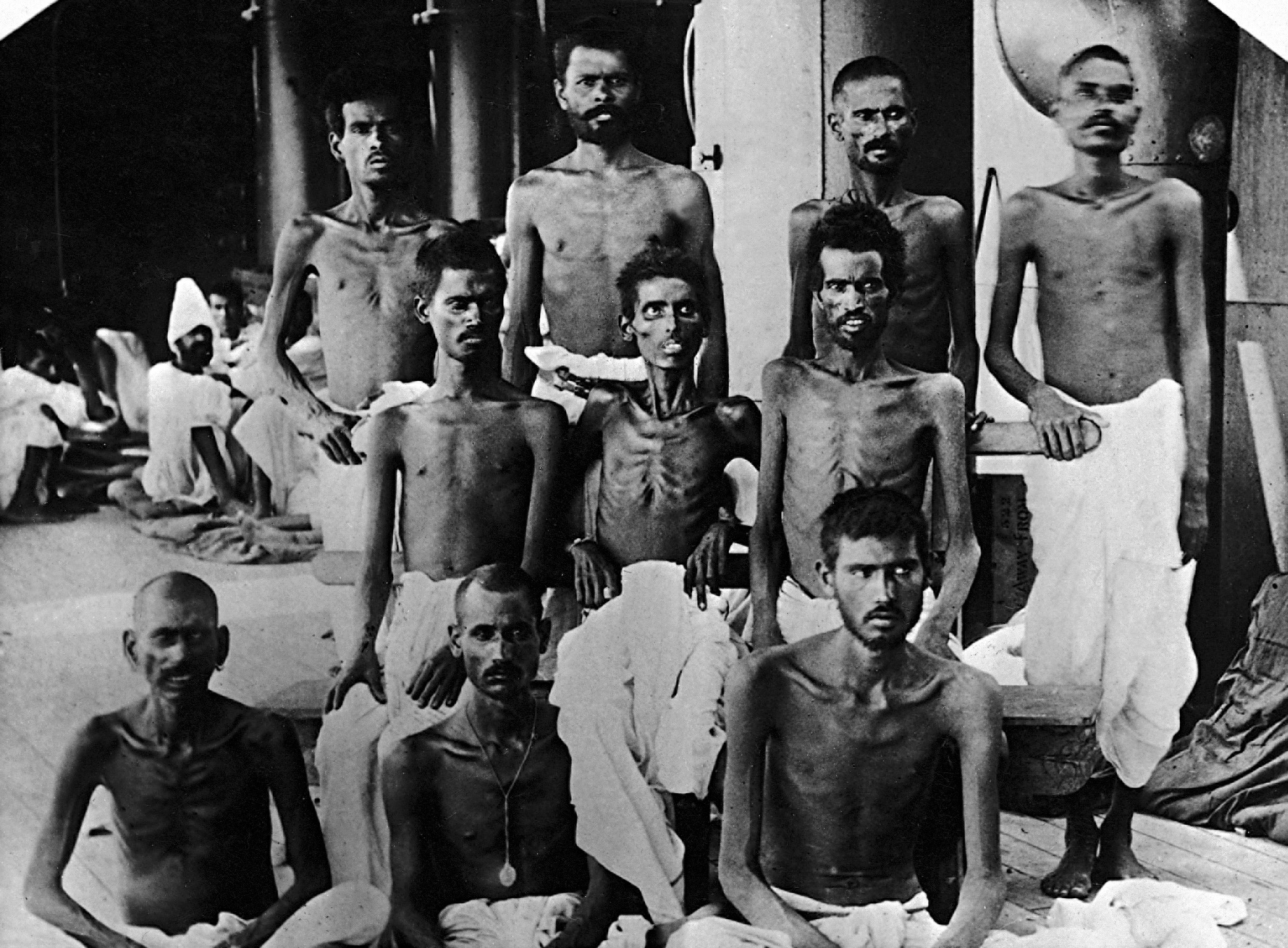
A guarnição, dois terços dos quais eram índianos, se rendeu em 29 de abril de 1916. Durante o cativeiro, muitos morreram de calor, doenças e abandono. Esses homens emaciados foram fotografados depois de serem libertados durante uma troca de prisioneiros.

Jan Morris, um historiador britânico, descreveu a perda de Kut como "a capitulação mais abjeta da história militar britânica". Após esta perda humilhante, o General Percy Lake e o General George Gorringe foram retirados do comando. O novo comandante era o general Stanley Maude, que treinou e organizou seu exército e então lançou uma campanha bem-sucedida.
Dez meses após o cerco de Kut, o exército indiano britânico conquistou toda a região de Kut a Bagdá na guerra chamada Queda de Bagdá (1917) em 11 de março de 1917.